# Chapelle Notre-Dame des Victoires de Voiron
La Chapelle Notre-Dame des Victoires de Voiron est un édifice religieux à Voiron en Isère. Construite sur le site de l'ancien couvent des Bernardines, la chapelle fait partie d'un  établissement scolaire privé créé en 1846.

## Histoire
L’école Notre Dame des Victoires a été fondée en 1846 par le curé Albert et quelques Voironnaises dont Adèle Nicolas et Victorine Costaz qui fondent l’archiconfrérie de Notre Dame des Victoires, après une année de formation au couvent des Oiseaux de Paris. L'école est installée dans l’ancien monastère des Bernardines, rue de la Terrasse.
L’église a été construite en 1884.